# Antrostomus sericocaudatus
Antrostomus sericocaudatus là một loài chim trong họ Caprimulgidae.